# Sagy (Dolina Oise)
Sagy – miejscowość i gmina we Francji, w regionie Île-de-France, w departamencie Dolina Oise.
Według danych na rok 1990 gminę zamieszkiwało 1096 osób, a gęstość zaludnienia wynosiła 104 osób/km² (wśród 1287 gmin regionu Île-de-France Sagy plasuje się na 612. miejscu pod względem liczby ludności, natomiast pod względem powierzchni na miejscu 350.).